# Polônia nos Jogos Olímpicos de Verão de 1996
A  Polônia competiu nos Jogos Olímpicos de Verão de 1996, em Atlanta, nos Estados Unidos.